# Jürgen Bordanowicz
Jürgen Bordanowicz (*  4. August 1944 in Bromberg, Deutsches Reich; † 14. Juni 2023) war ein zeitgenössischer Maler.

## Werdegang
Seine Aquarelle und Collagen, ausgeführt in Kohle bzw. Kreide, konzentrieren sich auf die Innenseite des Menschen, seine Anatomie und Körperfunktionen in verschlüsselter Form.
Jürgen Bordanowicz erhielt 1976 für das Jahr 1977 ein Stipendium des Hamburger Lichtwark-Preises und für die Jahre 1980 bis 1982 ein Stipendium der Karl Schmidt-Rottluff Stiftung. 1984 nahm er an der Ausstellung Von hier aus – Zwei Monate neue deutsche Kunst in Düsseldorf und 1986 und 2000 anlässlich des 40-jährigen Jubiläums im Kunstverein Ingolstadt an der Langen Nacht der Museen teil.
Seit 1997 stellt die Galerie Merkle in Stuttgart Jürgen Bordanowiczs Werke neben denen einiger anderer Künstler wie unter anderem Horst Antes, Christiaan Paul Damsté, Annegret Soltau und Hannes Steinert aus.
Bordanowicz lebte in Hamburg.